# Mychajlo Verbyc'kyj
Mychajlo Michajlovič Verbyc'kyj (in ucraino Михайло Михайлович Вербицький?; 4 marzo 1815 – 7 dicembre 1870) è stato un compositore e presbitero ucraino noto per aver composto la musica dell'inno nazionale ucraino, Šče ne vmerla Ukraïny.

## Biografia
Fu allievo di Alois Nanke alla Scuola di musica cattedrale di Przemyśl, al pari di molti altri compositori semiprofessionisti del suo periodo, per poi proseguire gli studi privatamente con F. Lorenz. Influenzato dallo stile di Dmytro Stepanovyč Bortnjans'kyj per quanto riguarda la musica corale, compose cori sia per voci maschili che femminili, come la sua divina liturgia del 1847 e altri inni religiosi.
Scrisse musica anche per opere teatrali, operetta, vaudeville, ouverture e polonaise. Tra le sue sinfonie, per la maggior parte rimaste incomplete, si ricorda Šče ne vmerla Ukraïny (1862-1863) con testo di Pavlo Čubynskyj.
La sua musica corale accompagnò i testi di Taras Hryhorovyč Ševčenko, Ivan Mykolajovyč Hušalevyč, Osyp-Jurij Adal'bertovyč Fed'kovyč e Markijan Semenovyč Šaškevyč.